# Scheemda
Scheemda (anhörenⓘ) ist eine ehemalige Gemeinde in der niederländischen Provinz Groningen. Am 31. Dezember 2009 zählte die Gemeinde mehr als 14.000 Einwohner auf einer Fläche von rund 117 km². Am 1. Januar 2010 wurde Scheemda mit den Gemeinden Reiderland und Winschoten zur Großgemeinde Oldambt zusammengeschlossen.

## Eingemeindungen
Früher war die Gemeinde Scheemda kleiner, 1990 wurden Midwolda und Nieuwolda jedoch mit Scheemda zusammengelegt.

## Dörfer der Gemeinde
In Klammern die ungefähre Einwohnerzahl von Anfang 2007.
- Scheemda (5150), Sitz der ehemaligen Gemeindeverwaltung
- Nieuw Scheemda (400); das Dorf hat eine sehenswerte Kirche mit einer von Arp Schnitger gebauten Orgel
- Westerlee (1600)
- Heiligerlee (1600), ganz im Osten
- 't Waar (100)
- Nieuwolda (1450)
- Midwolda (2250); im Herrenhaus Ennemaborgh ist eine Kunstgalerie untergebracht
- Oostwold (1550)
- Blauwestad (erst 2007 besiedelt)

## Lage und Wirtschaft

### Lage und Verbindungen
Der Ort liegt östlich der Stadt Groningen, zwischen Menterwolde und Reiderland. Er wird von der Bahnstrecke Leer–Groningen und der Autobahn A7 (beide: Groningen-Winschoten-Leer (Ostfriesland)) durchschnitten. Das Dorf Scheemda hat einen Kleinbahnhof an der Eisenbahnlinie.
Der Kanal Winschoterdiep ermöglicht der Binnenschifffahrt, den kleinen Hafen von Scheemda anzulaufen. Noch weitere Kanäle durchqueren die ehemalige Gemeinde, aber diese sind nur für Kanus, kleine Yachten usw. befahrbar. Dem Wassersporttouristen zuliebe wurden in den letzten Jahrzehnten zahlreiche kleine Campingplätze angelegt.

### Wirtschaft
Die Industrie in der (wegen der Lage und günstigen Verbindungen dazu geeigneten) ehemaligen Gemeinde war früher bedeutend (Karton, Kirchenglocken, Schiffbau). Heute gibt es nur noch Kleingewerbe. Es wird versucht, durch Werbeaktionen neue Unternehmen anzulocken.
Haupterwerbsquellen der Scheemdaer Wirtschaft sind zurzeit Landwirtschaft und Tourismus.
Auch gibt es jetzt Einrichtungen für Pendler von anderswo (siehe unten).

### Blaue Stadt
2005 wurde der Bau der sogenannten Blauen Stadt (Niederländisch: De Blauwe Stad) begonnen. Hier baut man Villen um einen künstlichen See herum. Damit versucht man, die Umgebung einladend zu machen für reiche Leute aus anderen Teilen der Niederlande. Am 12. Mai 2005 eröffnete Königin Beatrix die Wasserzufuhr. Im Frühjahr 2007 wurden die ersten Häuser um den künstlichen See fertiggestellt und von den Bewohnern bezogen.
Das Projekt hat auch einige Gegner. Vor allem die lokale kommunistische Partei (VCP, Vereinigte Kommunistische Partei) hat viele Versuche gemacht, das Projekt zu blockieren.

## Geschichte und Museen
Zwischen etwa 1240 und dem verheerenden Brand 1624 stand bei Heiligerlee ein Kloster des Ordens der Prämonstratenser.
Alle Dörfer der ehemaligen Gemeinde hatten im Spätmittelalter von Überschwemmungen des Dollart zu leiden; viele Orte mussten um 1500 südlich der ursprünglichen Lage neu aufgebaut werden.
Im Jahr 1536 fand die Erste Schlacht bei Heiligerlee statt; dabei besiegten Truppen Kaiser Karls V. das Herzogtum Geldern.
Von größerer Bedeutung war die Zweite Schlacht bei Heiligerlee. Am 23. Mai 1568 griffen Truppen der aufständischen Niederländer die Spanier erfolgreich an. Das war der Anfang des Achtzigjährigen Krieges.
Ein Denkmal des in der Schlacht gefallenen Grafen Adolf, und ein kleines Museum im Dorf Heiligerlee halten die Erinnerung an diese bedeutende Schlacht lebendig.
Im 17. Jahrhundert hatte  Nieuwolda den Beinamen golden hamrik. Golden, wegen des Reichtums der großen Bauern; hamrik (Ostfriesisch: Hammrich) soll: tief gelegene, manchmal überflutete Wiese bedeuten.
In dieser Gemeinde war, wie auch sonst in der Provinz Groningen, der Unterschied zwischen den reichen Bauern und den armen Arbeitern groß, und erzeugte eine tiefe soziale Kluft. Mehrere reiche Bauernhäuser sind erhalten geblieben. In einem davon in Nieuwolda befindet sich eine Sammlung von Kinderwagen, die besichtigt werden kann. Das Heimatmuseum ist in einem anderen derartigen Hof untergebracht (siehe die Webseite der Gemeinde).
In der Periode von 1850 bis 1980 gab es einige bedeutende Industrieunternehmen, namentlich die Strohkartonfabrik in Scheemda und die Glockengießerei in Heiligerlee. Letztere blieb als Museum teilweise erhalten.

## Politik

### Sitzverteilung im Gemeinderat
| Partei                            | Sitze | Sitze | Sitze | Sitze |
| Partei                            | 1994  | 1998  | 2002  | 2006  |
| --------------------------------- | ----- | ----- | ----- | ----- |
| PvdA                              | 6     | 5     | 5     | 6     |
| CDA                               | 4     | 3     | 3     | 3     |
| VVD                               | 2     | 2     | 2     | 2     |
| Verenigde Communistische Partij   | —     | —     | 2     | 1     |
| SP                                | —     | —     | —     | 1     |
| ChristenUnie                      | —     | —     | 1     | 1     |
| GroenLinks                        | 1     | 2     | 2     | 1     |
| Nieuwe Communistische Partij-NCPN | 1     | 2     | 0     | —     |
| RPF                               | 1     | 1     | —     | —     |
| Gesamt                            | 15    | 15    | 15    | 15    |

## Partnerschaften
Scheemda befindet sich seit 1967 in einer nicht urkundlich verbrieften Partnerschaft mit der niedersächsischen Gemeinde Ritterhude.

## Bilder

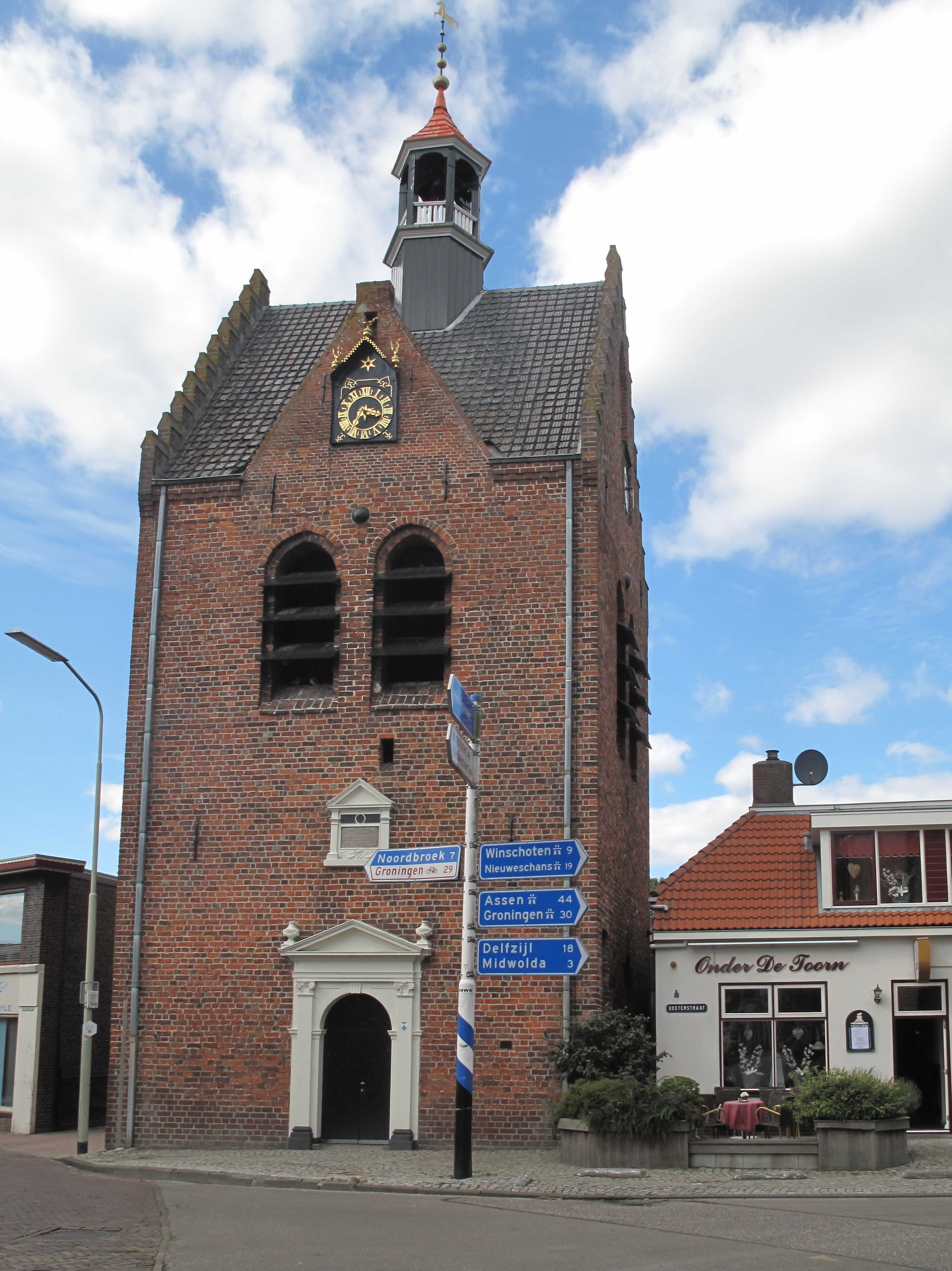
Kirchturm der Hervormde Kirche
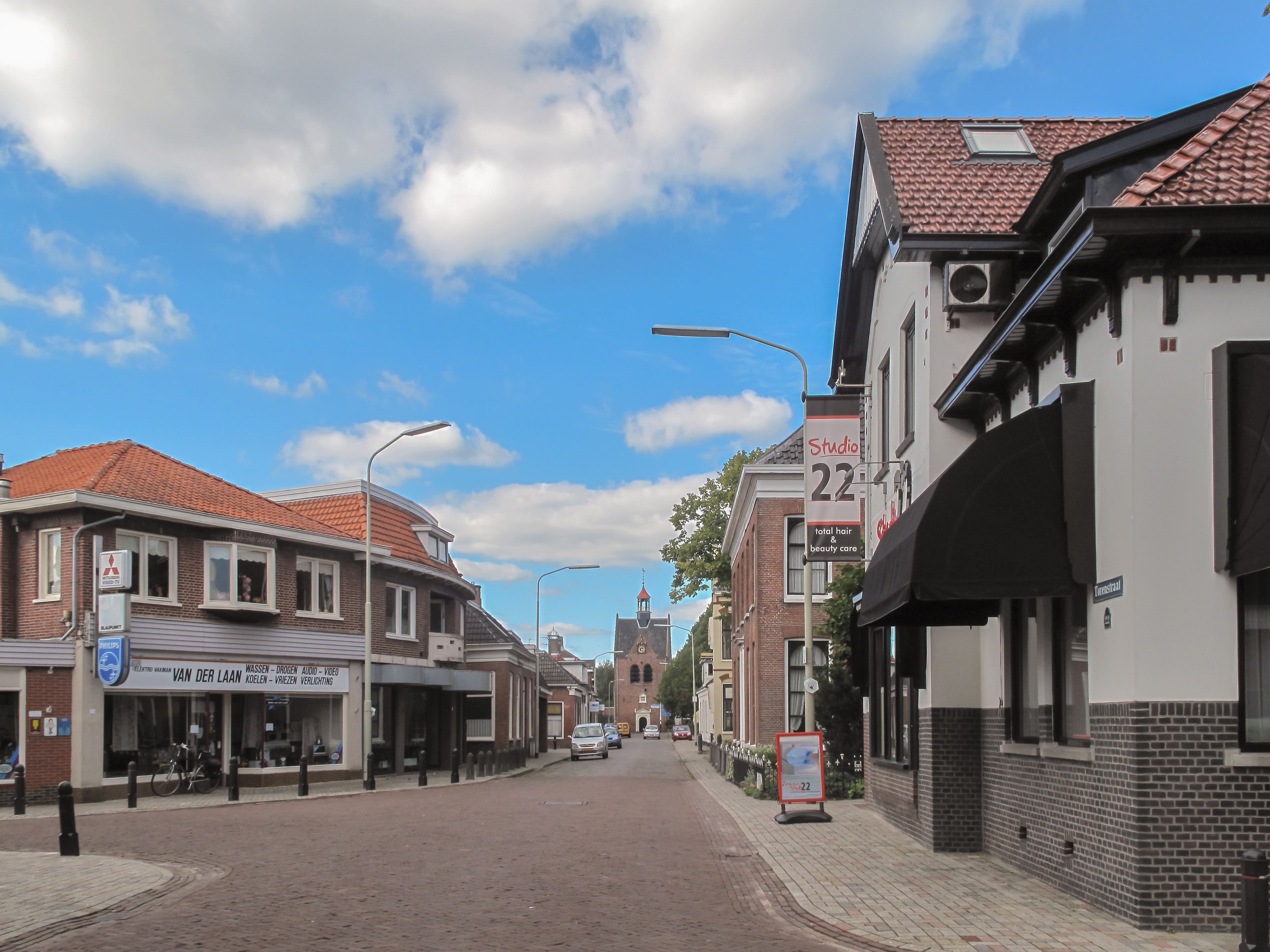
Blick in die Torenstraat
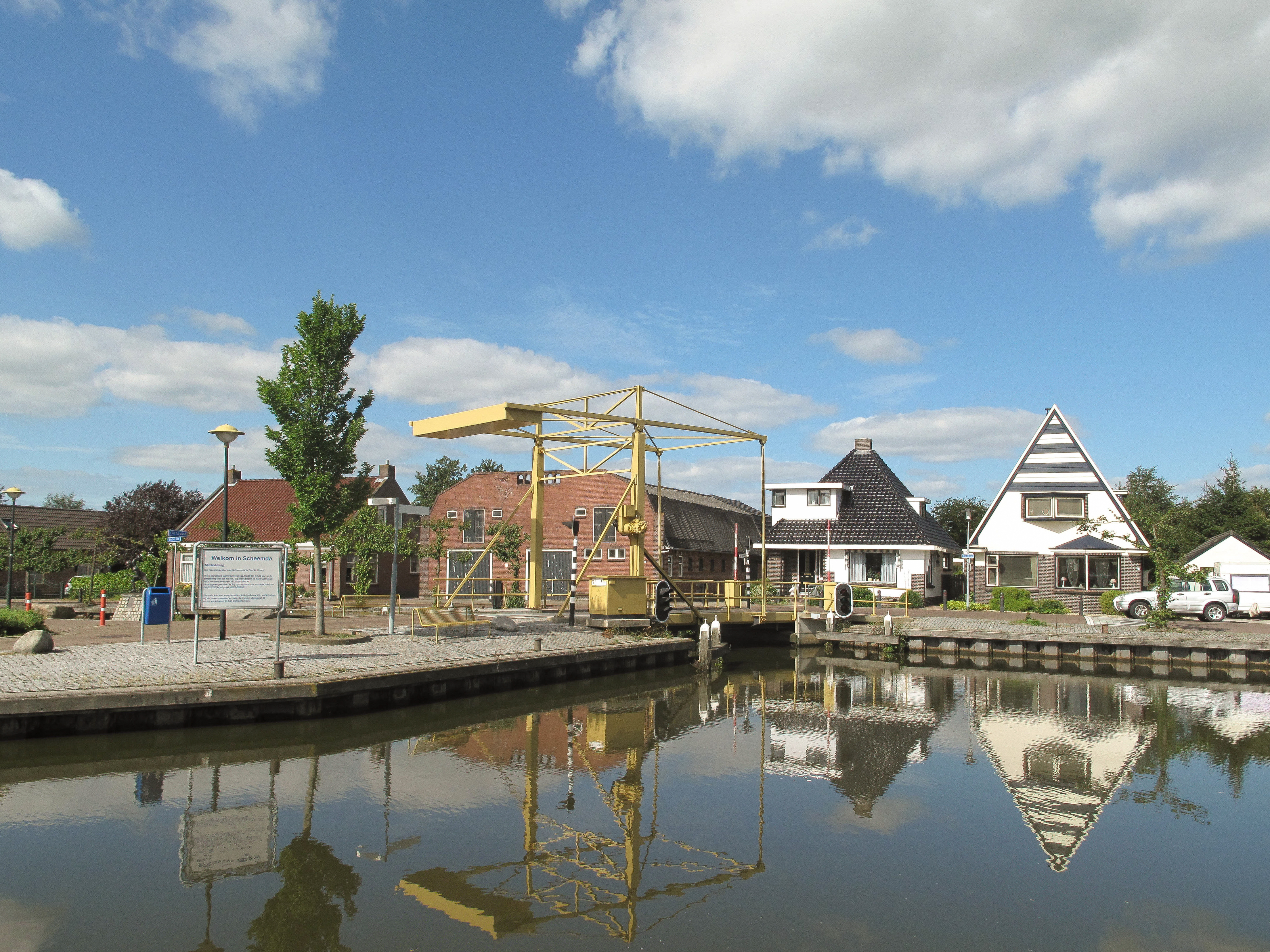
Zugbrücke

## Persönlichkeiten

### Mit Scheemda verbunden
- Imca Marina (* 1941), niederländische Schlagersängerin und Schriftstellerin